# C'est boum la vie
Albums de Éric Charden
14 ans, les Gauloises Pense à moi
C'est boum la vie est un album d'Éric Charden, sorti en 1976.

## Liste des titres
1. C'est boum la vie
2. Imagine
3. J'suis toujours en location
4. Bleu
5. Mon p'tit amour de rien du tout
6. J'suis pas Dieu sur mon vélo
7. L'Homme d'une seule femme
8. J't'aime bien
9. Elle sortait de l'ordinaire
10. Vieillir dans les années 75